# El hombre de las mil caras
El hombre de las mil caras (L'home de les mil cares) és una pel·lícula espanyola del 2016 dirigida per Alberto Rodríguez. Com a actors principals, compta amb Eduard Fernández, José Coronado, Marta Etura i Carlos Santos, amb la col·laboració especial d'Emilio Gutiérrez Caba.

## Argument
La pel·lícula, basada en fets reals, se centra en la relació entre l'agent secret espanyol Francisco Paesa i l'ex-director general de la Guardia Civil Luís Roldán. Paesa (Eduard Fernández), que és responsable de l'operació contra ETA més importat de la història, es veu involucrat en un cas d'extorsió en plena crisi dels GAL, i ha d'abandonar el país. Al seu retorn dos anys després, està arruïnat. Rep aleshores la visita de Luis Roldán (Carlos Santos) i de la seva muller Nieves Fernández (Marta Etura), que li ofereixen un milió de dòlars si els ajuda a salvar 1.500 milions de pessetes robats. Amb la col·laboració del seu inseparable amic, el pilot Jesús Camoes (José Coronado), Paesa elabora un pla infal·lible per tal d'ajudar a Luis Roldán.

## Sobre la pel·lícula
La pel·lícula fou presentada a la Secció Oficial de la 64a edició del Festival Internacional de Cinema de Sant Sebastià, el setembre del 2016, en el qual Eduard Fernández va obtenir la Conquilla de Plata al millor actor.
El guió fou escrit per Alberto Rodríguez i Rafael Cobos, basat en el llibre periodístic Paesa, el espía de las mil caras, de Manuel Cerdán. El director Alberto Rodríguez va repetir amb l'equip de treball que el 2014 havia obtingut un gran èxit amb la pel·lícula L'illa mínima.

## Repartiment
| Intèrpret             | Personatge              |
| --------------------- | ----------------------- |
| Eduard Fernández      | Francisco Paesa         |
| José Coronado         | Jesús Camoes            |
| Carlos Santos         | Luis Roldán             |
| Marta Etura           | Nieves Fernández Puerto |
| Luis Callejo          | Juan Alberto Belloch    |
| Emilio Gutiérrez Caba | Osorno                  |
| Enric Benavent        | Amérigo Casturelli      |
| Pedro Casablanc       | Abogado de Paesa        |
| Alba Galocha          | Beatriz                 |
| Jimmy Shaw            | Inversor                |
| Santiago Molero       | Inversor                |
| Tomás del Estal       | Bermejo                 |
| Israel Elejalde       | González                |

## Palmarès
La pel·lícula ha obtingut el "Premio Feroz Zinemaldia", que distingeix a la millor pel·lícula de la Secció Oficial a concurso del Festival Internacional de Cinema de Sant Sebastià de 2016, atorgat per l'Associació d'Informadors Cinematogràfics d'Espanya.

### 31a edició dels Premis Goya
El 14 de desembre de 2016 es va anunciar que la pel·lícula estava nominada a 9 Premis Goya. Els premis s'entregaran el 4 de febrer de 2017.
| Categoría                        | Nominados                                         | Resultado |
| -------------------------------- | ------------------------------------------------- | --------- |
| Millor pel·lícula                | Millor pel·lícula                                 | Nominada  |
| Millor direcció                  | Alberto Rodríguez Librero                         | Nominat   |
| Millor actor                     | Eduard Fernández                                  | Nominat   |
| Millor actor revelació           | Carlos Santos                                     | Guanyador |
| Millor guió adaptat              | Alberto Rodríguez Librero                         | Guanyador |
| Millor direcció de producció     | Manuela Ocón                                      | Nominada  |
| Millor muntatge                  | José M.G. Moyano                                  | Nominat   |
| Millor música original           | Julio de la Rosa                                  | Nominat   |
| Millor direcció artística        | Pepe Domínguez del Olmo                           | Nominat   |
| Millor maquillatge i perruqueria | Yolanda Piña                                      | Nominada  |
| Millor so                        | César Molina Daniel de Zayas José Antonio Manovel | Nominats  |